# Natalie Rassoulis
Natalie Rassoulis (Ναταλία Ρασούλη, London, Ujedinjeno Kraljevstvo, 27. lipnja 1973.) je britansko-grčka pjevačica najpoznatiji kao gostujuća pjevačica grčkog death metal-sastava Septicflesh. Bila je također pjevačica dark ambient sastava Chaostar kojeg su osnovali članovi Septicflesha - Spiros Antoniou, Christos Antoniou i Sotiris Vayenas.
Njezin otac Manolis Rasoulis (1945. – 2011.) bio je grčki pisac, tekstopisac i glazbenik.

## Diskografija

### Chaostar (1998. – 2003.)
- Chaostar (2000.)
- Therenody (2001.)

### Septicflesh
- Ophidian Wheel (1997.)
- The Eldest Cosmonaut (EP) (1998.)
- A Fallen Temple (1998.)
- Sumerian Daemons (2003.)